# Sumqayıt
Sumqayıt (in russo Сумгайыт, Sumgajyt) è una città dell'Azerbaigian situata sulla costa occidentale del Mar Caspio, a circa 30 chilometri dalla capitale Baku. Talora traslitterata anche come Sumgayit, Sumgait e Soumgaït, con 308 700 abitanti nel 2009 è la terza città più popolosa del Paese dopo Baku e Gəncə.

## Storia
Per quanto i primi insediamenti nell'area siamo risalenti intorno al 1580, lo sviluppo della città è molto recente, essendo dovuto alla decisione del governo sovietico di impiantare nella penisola di Abşeron l'industria pesante per la vicinanza ai pozzi petroliferi della zona di Baku. Nel 1938-1941 fu costruita una grande centrale termoelettrica e in seguito vari impianti siderurgici, chimici e petrolchimici. La città è anche sede dell'Università Statale di Sumqayıt.
La città è passata alla cronaca per i pogrom, avvenuti tra il 27 ed il 29 febbraio 1988 allorché vennero compiute violenze a danno degli armeni residenti. I fatti di Sumgait vanno ricollegati alla crescente tensione riguardo alla questione del Nagorno Karabakh che sfocerà nel 1992 nella guerra. Recentemente le città è sotto osservazione perché considerata un luogo di reclutamento di jihadisti locali.
Nel 2007 la rivista Time ha incluso Sumqayit tra le città col più elevato inquinamento ambientale del mondo. Il Blacksmith Institute, un'istituzione statunitense che si occupa di inquinamento ambientale, ha posto la città al primo posto tra le città più inquinate del pianeta sia nel 2006 che nel 2007. Nel rapporto di tale istituto si segnala come l'incidenza del cancro nella popolazione sia superiore del 51% alla media nazionale dell'Azerbaijan e come le malformazioni infantili e le mutazioni genetiche siano un fatto accertato e comune.

## Sport

### Calcio
La squadra principale della città è il Futbol Klubu Sumqayit.